# Herb województwa śląskiego

Herb województwa śląskiego

Herb województwa śląskiego II Rzeczypospolitej

Herb województwa śląskiego – symbol województwa śląskiego. Herb województwa śląskiego to w polu błękitnym złoty orzeł bez korony.
Herb został ustanowiony uchwałą sejmiku w dniu 11 czerwca 2001 r.

## Historia
Herb nawiązuje do herbu Piastów górnośląskich Księstwa opolsko-raciborskiego z okresu średniowiecza. Herb z wizerunkiem orła był używany już w XIII wieku, o czym świadczy wizerunek orła na pieczęci z 1222 roku.
W 1928 r. wojewoda śląski dr Michał Grażyński zwrócił się do Ministerstwa Spraw Wewnętrznych o zatwierdzenie historycznie uzasadnionego herbu województwa śląskiego. Herb ten miał przedstawiać złotego orła z czasów piastowskiego księcia Bolesława I Opolskiego na tarczy średniowiecznej typu francuskiego w kolorze ciemnego kobaltu. Do przedstawienia tego nie miano zastrzeżeń, ale nie uzyskało zatwierdzenia ze względu na planowane ustanowienie wszystkich herbów jednym rozporządzeniem. W projekcie rozporządzenia Prezydenta RP określono herb województwa śląskiego: "orzeł złoty bez korony, zwrócony w prawo, w tarczy błękitnej". Województwo nieoficjalnie używało tego herbu.